# Breisach (stacja kolejowa)
Breisach (niem: Bahnhof Breisach) – stacja kolejowa w Breisach am Rhein, w kraju związkowym Badenia-Wirtembergia, w Niemczech. Według DB Station&Service ma kategorię 5. Znajduje się na linii Freiburg – Colmar i Gottenheim – Riegel – Breisach.

## Linie kolejowe
- Linia Freiburg – Colmar
- Linia Gottenheim – Riegel – Breisach